# Cronologia de la història dels castells

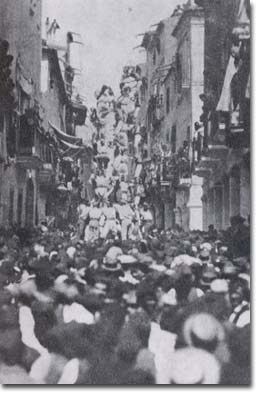
L'any 1862 les dues colles de Xiquets de Valls van fer dos 3 de 9 amb folre simultanis a Vilafranca del Penedès.

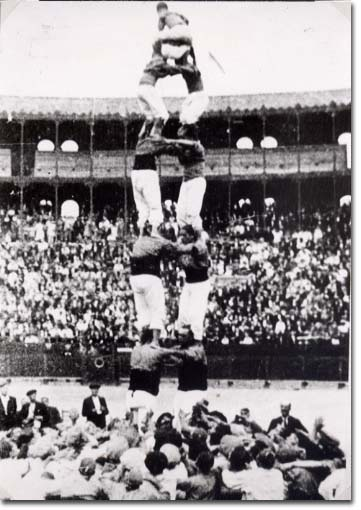
2 de 7 de la Colla Vella dels Xiquets de Valls durant el I Concurs de castells de Tarragona (1932).

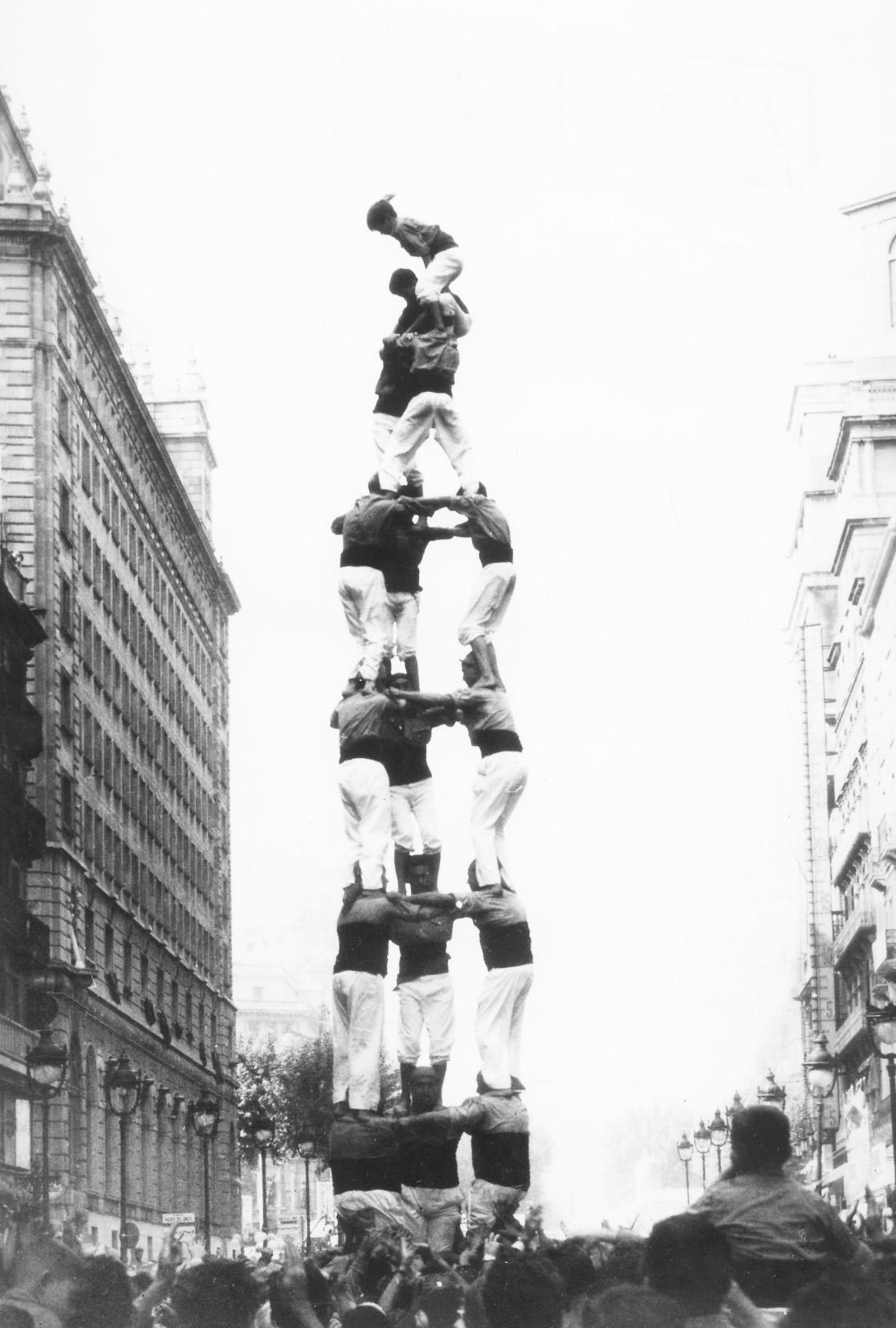
3 de 8 carregat per la Colla Vella dels Xiquets de Valls al III Concurs de castells de Can Jorba (1966). Aquest castell feia nou anys que no s'assolia.

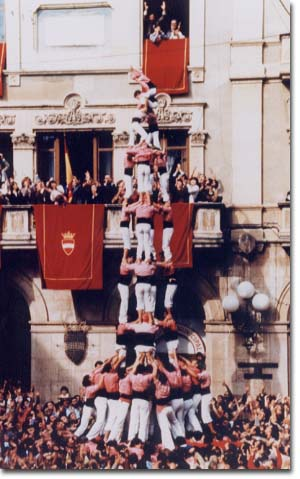
El primer 4 de 9 amb folre descarregat al, aconseguit per la Colla Vella dels Xiquets de Valls en la diada de Santa Úrsula del 1981, marca l'inici de la segona època d'or.

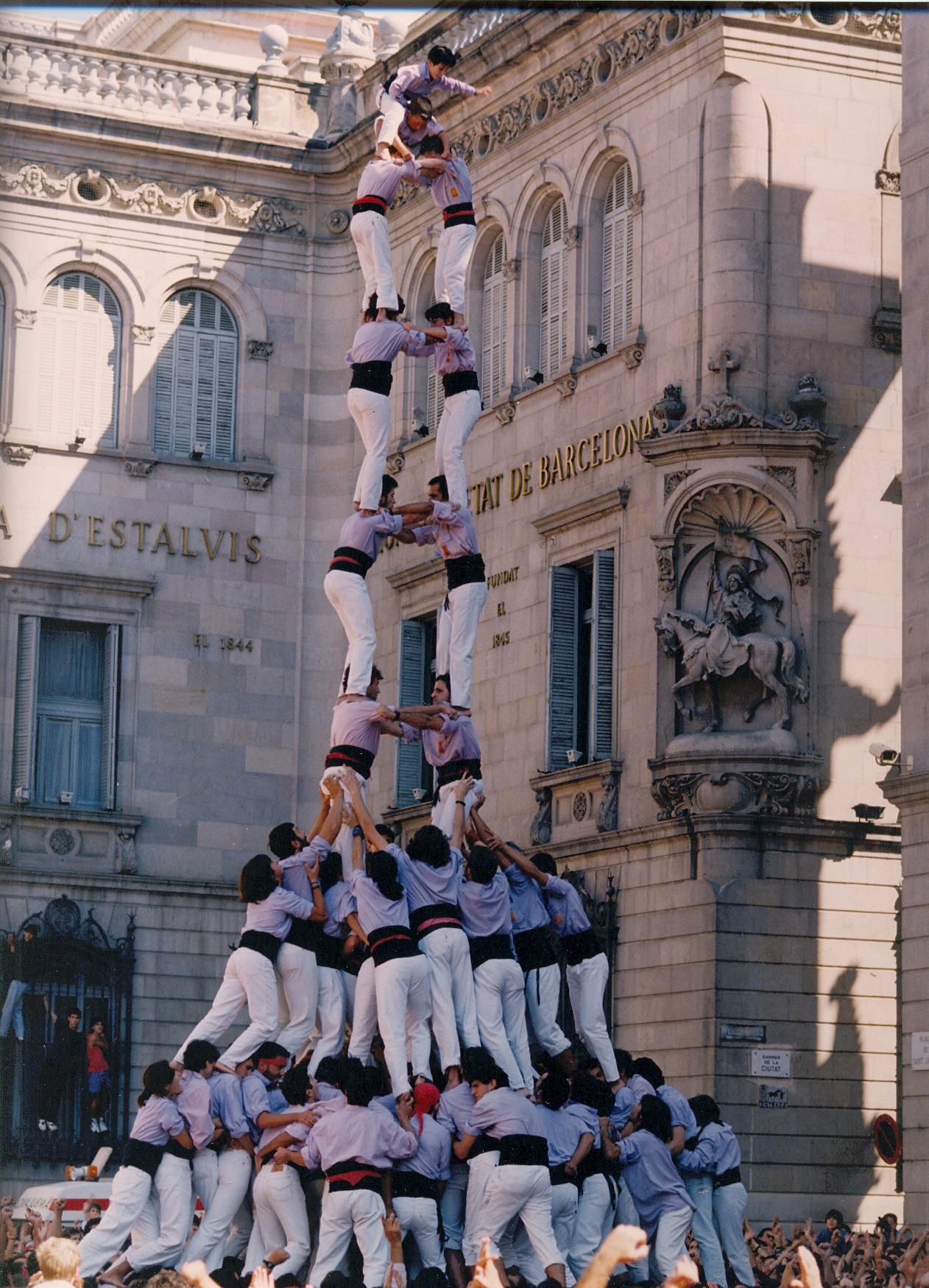
2 de 9 amb folre i manilles carregat pels Minyons de Terrassa a la diada de la Mercè, a la Plaça de Sant Jaume de Barcelona (1994).

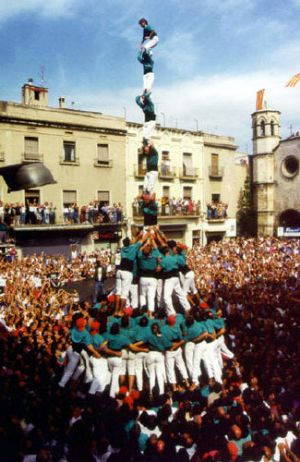
El 31 d'agost del 1995, en la diada de Sant Ramon, els Castellers de Vilafranca van carregar el primer pilar de 8 amb folre i manilles del.

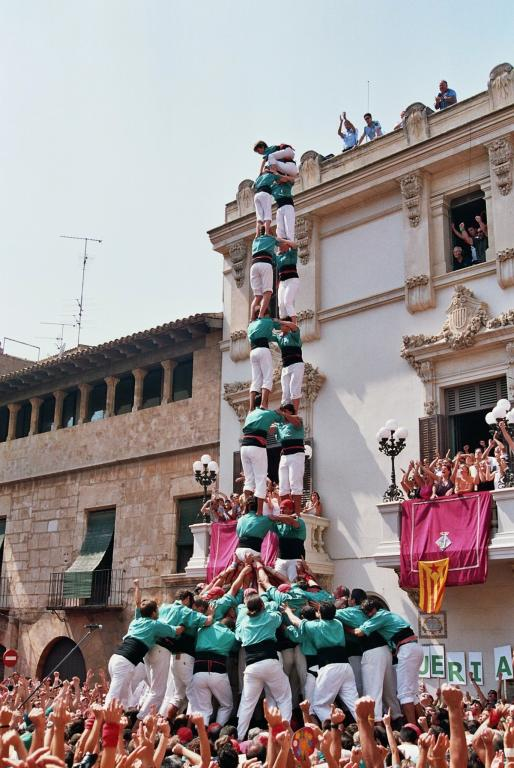
En la Diada de Sant Fèlix del 2005, els Castellers de Vilafranca carreguen el 2 de 9 sense manilles per primera vegada a la història i fan la millor actuació feta mai per qualsevol colla castellera fins aquell moment.

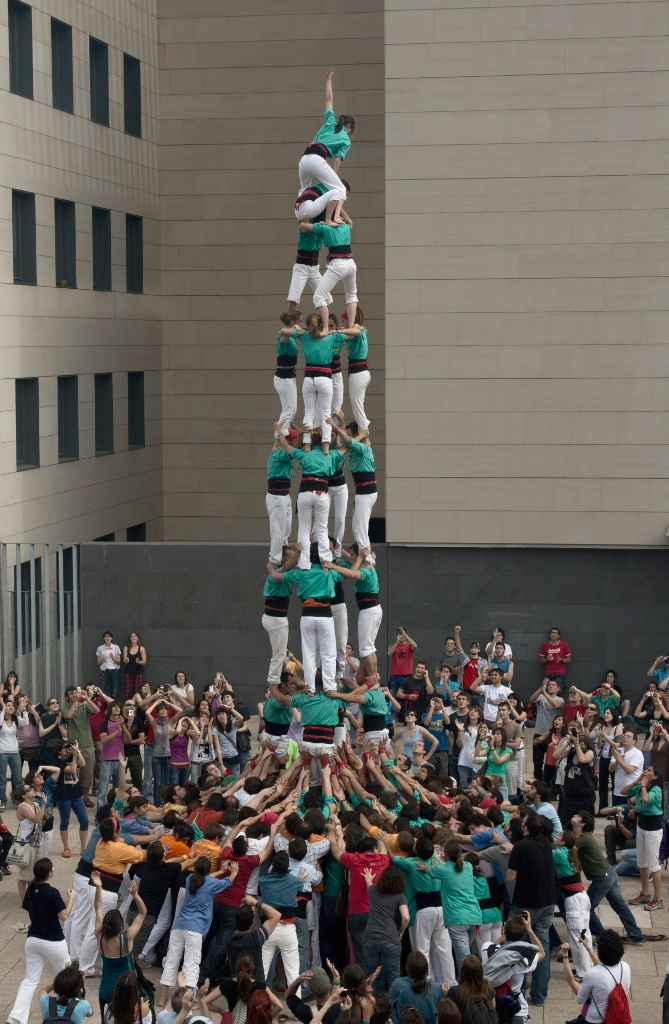
El primer 4 de 8, i primer castell de vuit pisos fet mai per una colla castellera universitària, fou descarregat pels Arreplegats de la Zona Universitària el 8 de maig del 2009.

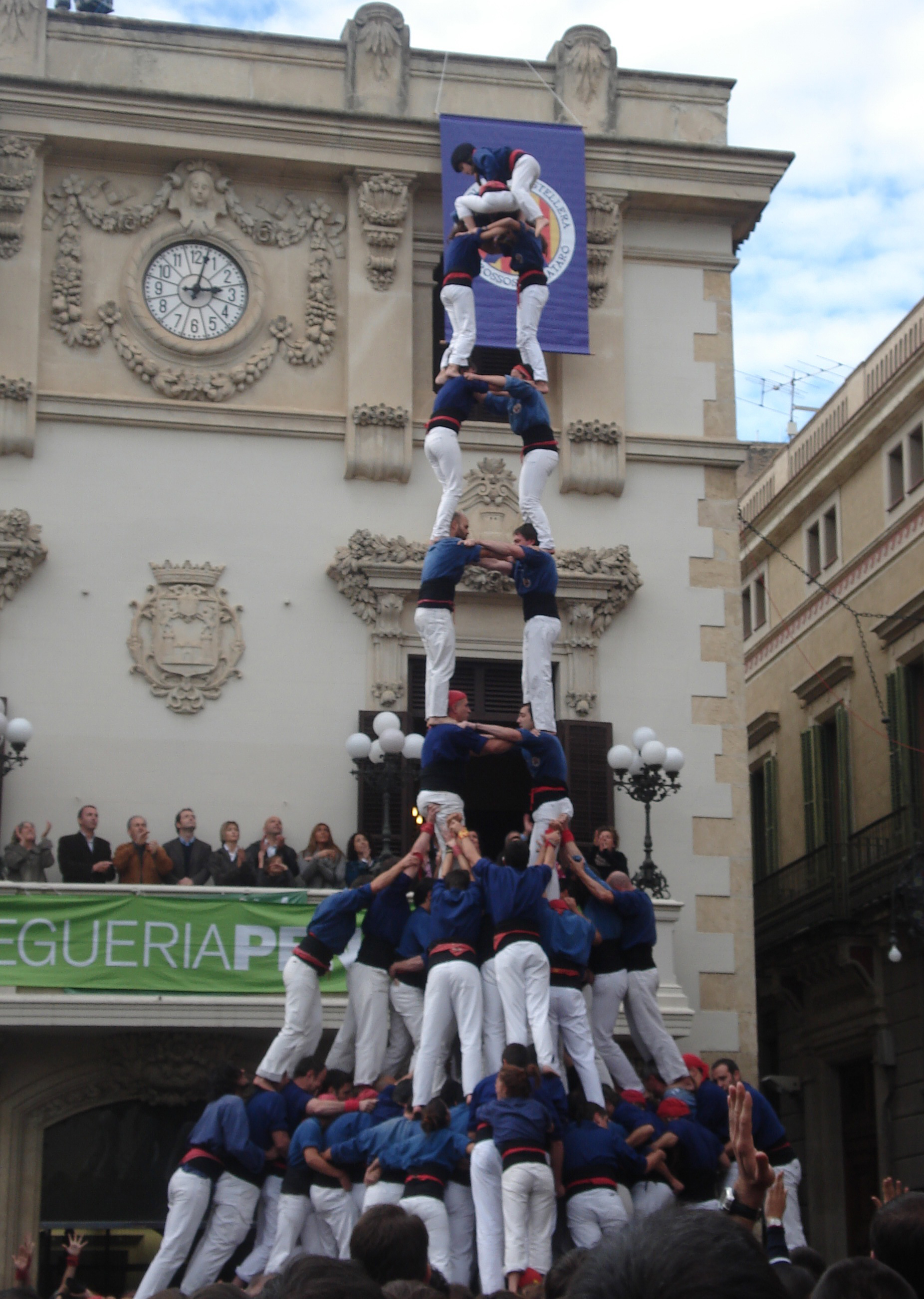
L'1 de novembre del 2010, en la Diada de Tots Sants, els Capgrossos de Mataró descarreguen per primera vegada el 2 de 9 amb folre i manilles, i esdevenen així la cinquena colla de gamma extra que el descarrega.

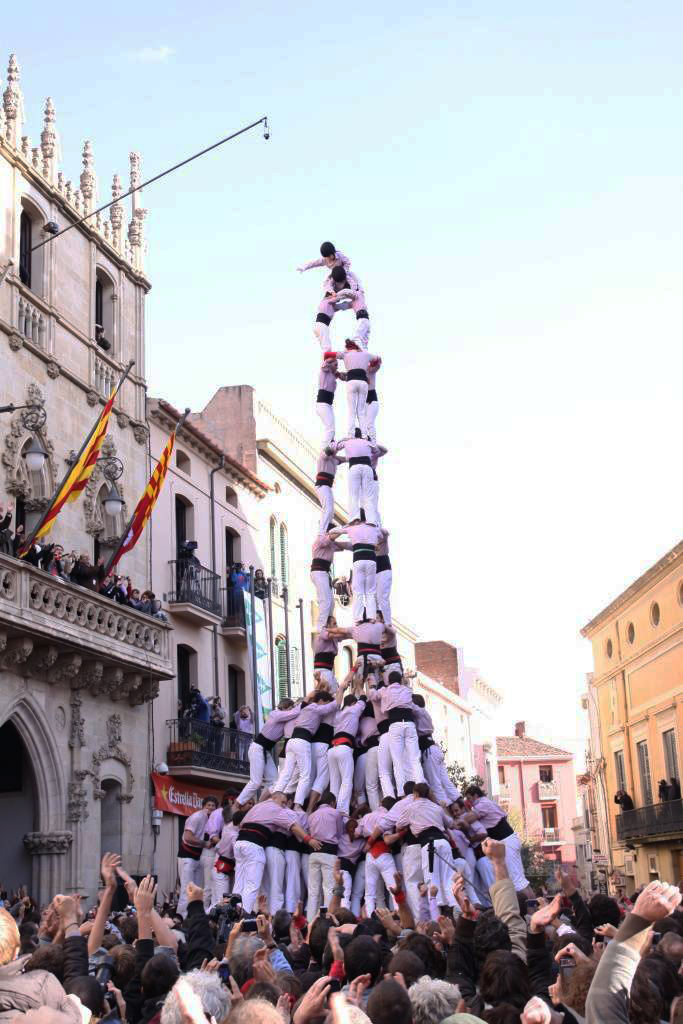
En la XXXII Diada dels Minyons de Terrassa, celebrada el 21 de novembre del 2010, els minyons carregaren el 3 de 10 amb folre i manilles per tercera vegada a la història de la colla.

La següent cronologia de la història dels castells ordena alguns dels esdeveniments més rellevants al llarg de la història del fet casteller: assoliments de castells inèdits, diades destacades, fundacions i dissolucions de colles, concursos de castells, inauguracions de monuments i plaques commemoratives, publicacions de llibres, estudis científics, etc. D'aquesta manera, la cronologia s'ordena per anys i segons les diferents èpoques amb què els cronistes tradicionalment descriuen la història dels castells.

## Inicis

### 1770
- 22 de Gener. Es documenta el que es considera el primer castell, ja que va ser la primera construcció de la qual es té constància que va arribar als 6 pisos "castell de sis sostres". El va realitzar el Ball de Valencians del Catllar a l'Arboç del Penedès.

### 1801
- Gener-febrer: Per les Festes Decennals de la Mare de Déu de la Candela de Valls, un grup de vallencs i alcoverencs fan un pilar de 5 i un pilar de tres caminant en plena processó. Aquesta pot considerar-se la primera actuació castellera i, suposadament, el naixement de la Colla dels Pagesos, precursora de la Colla Vella dels Xiquets de Valls.[7]

### 1805
- Es documenta per primera vegada l'existència de dues colles castelleres a Valls, la Colla dels Pagesos i la Colla dels Menestrals, liderades pels germans Salvador i Josep Batet i Llobera respectivament.[8][n. 1]

### 1819
- Com a conseqüència de la mort d'un casteller es prohibeix a les dues colles de Xiquets de Valls actuar a la seva ciutat; prohibició que dura fins a l'any 1834. Aquest període és el primer de les dues etapes en què els castells són prohibits en algun sentit. El segon període de prohibició és a començaments del segle xx.[n. 2]

### 1835
- Es documenta el primer pilar de 7 amb folre de la història, fet per una de les colles de Xiquets de Valls a Valls.[n. 3]

### 1841
- Setembre: Es documenta el primer 2 de 8 amb folre de la història, fet per una de les colles de Xiquets de Valls a Tarragona, durant les Festes de Santa Tecla.[n. 4]

## Primera època d'or (1851 - 1889)

### 1851
- 24 de setembre: Per les Festes de Santa Tecla de Tarragona, la Colla la Roser, actual Colla Joves Xiquets de Valls, descarrega per primera vegada a la història el 3 de 9 amb folre.[9] La consecució del primer castell de nou pisos marca l'inici de la primera època d'or dels castells.[n. 5]

### 1852
- 24 de juny: En la diada de Sant Joan, Festa Major de Valls, la Colla la Roser, actual Colla Joves Xiquets de Valls, descarrega per segona vegada a la història el 3 de 9 amb folre.[9]
- 5 d'agost: En les Festes de la Mare de Déu de les Neus, Festa Major de Vilanova i la Geltrú, la Colla la Roser, descarrega per tercera vegada a la història el 3 de 9 amb folre.[9]

### 1853
- Es documenta el primer 5 de 8 de la història, fet a Torredembarra.[n. 6]

### 1858
- Es documenten els primers pilars de 8 amb folre i manilles de la història, descarregats per les dues colles vallenques a Vallmoll i Alió respectivament.[n. 7]

### 1862
- Les dues colles de Xiquets de Valls, alcen dos 3 de 9 amb folre simultanis a Vilafranca del Penedès.[7]

### 1877
- Es documenta un 2 de 7 aixecat per sota, fet per la Colla Vella dels Xiquets de Valls probablement a les Festes de Santa Tecla de Tarragona.[10][11] Aquest castell, inèdit al segle xx, no es torna a intentar fins al cap de 131 anys, el 2008, per part dels Castellers de Sants.[12]

### 1881
- 29 d'agost: Es documenta el primer 4 de 9 sense folre carregat, fet durant la Festa Major del Catllar per la Colla Nova dels Xiquets de Valls, actual Colla Joves Xiquets de Valls.[13][14][n. 8]
- Setembre: Durant les Festes de Santa Tecla de Tarragona, la Colla Vella dels Xiquets de Valls descarrega el primer 4 de 9 sense folre de la història, un mes més tard que es carregués el primer 4 de 9 net per part de l'altra colla vallenca, la Colla Nova dels Xiquets de Valls, actual Colla Joves Xiquets de Valls.[15][14] Aquest castell, juntament al 4 de 9 sense folre carregat per la Colla Nova dels Xiquets de Valls, van generar una autèntica llegenda pervivint gràcies a la tradició oral.[14] Es tracta d'una fita històrica que no es tornaria a repetir fins 117 anys després, el 25 d'octubre del 1998, quan els Minyons de Terrassa el descarregaren en el marc de les Fires de Sant Narcís de Girona.[16][n. 9]

### 1883
- 28 d'octubre: En la diada de Santa Úrsula, la Colla Vella dels Xiquets de Valls descarrega el 5 de 9 amb folre a Valls. En aquella actuació, la Colla Vella dels Xiquets de Valls fa tres intents d'aquest castell. En el primer intent carreguen el castell però quan l'enxaneta baixa cau. Com que llavors un castell no es considerava fet si no es descarregava, hi tornen per segona vegada, sense sort, i a la tercera temptativa l'aconsegueixen descarregar. Per la seva banda, la Colla Nova dels Xiquets de Valls, també fa dos intents d'aquest mateix castell. En el primer intent el castell cau abans de carregar-lo i en el segon el desmunten perquè l'enxaneta agafa por i es fa enrere.[n. 10]

### 1889
- Setembre: Es documenta a les Festes de Santa Tecla de Tarragona l'últim castell de nou pisos del segle xix.[n. 11]

## Decadència (1889 - 1926)

### 1902
- 24 de setembre: Se celebra el Concurs regional de Xiquets de Valls, el primer concurs de castells amb una normativa establerta de competició i premi al vencedor. El concurs té lloc a la plaça d'armes del Parc de la Ciutadella de Barcelona i compta amb la participació de la Colla Nova dels Xiquets de Valls, actual Colla Joves Xiquets de Valls, i la Colla Vella dels Xiquets de Valls, que s'emporta la victòria i un premi de 150 pessetes.[17]

## Renaixença (1926 - 1981)

### 1926
- 16 d'octubre: Es funda la colla castellera dels Nens del Vendrell, la tercera colla castellera de la història i la primera que no és de les colles de Xiquets de Valls.[18]

### 1954
- 22 d'agost: Se celebra el IV Concurs de castells de Tarragona a la plaça de braus, en el marc de la commemoració del centenari de la Rambla Nova de Tarragona.[19] Hi participen cinc colles: els Castellers de Vilafranca,[20] la Colla Nova dels Xiquets de Tarragona, la Colla Vella dels Xiquets de Valls,[21] la Colla Vella dels Xiquets de Tarragona i els Nens del Vendrell. La victòria és per la Colla Vella dels Xiquets de Valls, que descarregà el 2 de 7, el 3 de 7 aixecat per sota i carregà el 3 de 8.[19][22]

### 1963
- 30 d'agost: Coincidint amb la diada de Sant Fèlix, s'inaugura el Monument als castellers a Vilafranca del Penedès, obra de l'escultor Josep Cañas i Cañas en honor dels castellers de Catalunya. L'escultura, esculpida en pedra calcària, representa un pilar de 5.[23][24][25]

### 1966
- 25 de setembre: Se celebra el III Gran Trofeu Jorba-Preciados a l'avinguda del Portal de l'Àngel de Barcelona, en el marc de les festes de la Mercè. Hi participen les sis colles existents en aquell moment i la Colla Vella dels Xiquets de Valls s'endú la victòria amb el 3 de 8 carregat, un castell que no s'assolia des de feia nou anys, quan va ser coronat en la diada de Santa Úrsula de 1957.[26]

### 1969
- Juny: S'inaugura a la plaça de Prat de la Riba de Valls el Monument als Xiquets de Valls. En l'acte inaugural els Minyons de l'Arboç, els Nens del Vendrell, els Castellers de Vilafranca, la Colla Nova de Sant Magí, la Colla Vella dels Xiquets de Tarragona i la Colla Vella dels Xiquets de Valls alcen diversos pilars.[27]

### 1970
- 27 de setembre: Se celebra el VI Concurs de castells de Tarragona a la plaça de braus de Tarragona. Hi participen les sis colles existents en aquell moment i els Nens del Vendrell s'enduen la victòria.[28]

## Segona època d'or (1981 - actualitat)

### 1981
- Pere Català i Roca publica Món casteller, el primer gran compendi sobre el fet casteller. L'obra, editada per l'editorial Rafael Dalmau (Editor), és publicada en dos volums. El primer volum té 610 pàgines i el segon en té 1.026.[29] El segon volum conté el primer recull exhaustiu sobre lèxic casteller.[30]
- 25 d'octubre: En la diada de Santa Úrsula, celebrada a la Plaça del Blat de Valls, la consecució de dos castells inèdits al segle XX marquen l'inici de la segona època d'or. La Colla Vella dels Xiquets de Valls carrega i descarrega, al primer intent, el 4 de 9 amb folre per primera vegada després de l'últim intent fet el 1891. Durant la mateixa actuació, la Colla Joves Xiquets de Valls descarrega el 5 de 8, també el primer del segle xx.[31]

### 1990
- 6 de març: Es funda a Sant Pere de Ribes (Garraf) la Coordinadora de Colles Castelleres de Catalunya, entitat que agrupa la totalitat de les colles castelleres.[n. 12]

### 1991
- Es funda la colla dels Castellers de Cornellà, una de les primeres colles del Baix Llobregat, llavors una de les zones amb menys tradició castellera de Catalunya.

### 1995
- Març: Xavier Brotons publica la primera edició del llibre Castells i castellers. Guia completa del món casteller, editat per Lynx Edicions.
- 31 d'agost: En la diada de Sant Ramon, celebrada a la Plaça de la Vila de Vilafranca del Penedès, els Castellers de Vilafranca carreguen el primer pilar de 8 amb folre i manilles del segle xx. Aleshores feia cent cinc anys que aquest castell no s'aconseguia, l'últim dels quals fou assolit per la Colla Vella dels Xiquets de Valls el 1890.[2]
- 2 de desembre: Se celebra a Sant Andreu de la Barca la primera edició de la Trobada de colles castelleres del Baix Llobregat, una diada castellera de periodicitat anual que aplega totes les colles castelleres de la comarca del Baix Llobregat.

### 1997
- La Coordinadora de Colles Castelleres de Catalunya i el grup cerveser Damm, sota la marca Estrella Damm, signa el primer conveni de patrocini per a la promoció del fet casteller.[32]

### 1998
- 15 de novembre: Els Castellers de Vilafranca carreguen el primer 3 de 10 amb folre i manilles de la història, el primer castell de deu pisos fet mai.[33]
- 22 de novembre: En la XX Diada dels Minyons de Terrassa, celebrada a la Plaça Vella de Terrassa, els Minyons de Terrassa descarreguen el primer castell de deu pisos de la història, el 3 de 10 amb folre i manilles, tot just una setmana després que els Castellers de Vilafranca el carreguessin per primera vegada. Durant aquesta actuació, també descarreguen el 5 de 9 amb folre, el 4 de 9 amb folre i carreguen el pilar de set amb folre.[34]

### 2000
- Juny: Jaume Roset i Llobet publica el llibre Manual de supervivència del casteller. La ciència al servei de les torres humanes, editat per Cossetània Edicions. L'obra exposa diversos temes com la física, l'anatomia, la biomecànica, la psicologia, la fisiologia, la medicina, la prevensió de lesions i d'altres, i es tracta de la primera obra sobre la ciència aplicada als castells.[35]

### 2001
- 30 d'agost: En la diada de Sant Fèlix, celebrada a la Plaça de la Vila de Vilafranca del Penedès, té lloc la millor actuació castellera de la història dels castells pel que fa al còmput global de les quatre colles que hi participaren. Onze dels quinze castells que s'hi fan són de gamma extra.[36][37]
- 31 d'agost: En la diada de Sant Ramon, els Castellers de Vilafranca descarreguen un 3 de 9 amb folre i un 4 de 9 amb folre simultàniament. Aquesta és la primera vegada i realitzat després al 2018 per la Colla Vella dels Xiquets de Valls[37]
- Setembre: Xavier Brotons publica el Diccionari casteller, el qual suposa la primera normativització lingüística del lèxic casteller. El diccionari, assessorat pel Centre de Terminologia TERMCAT i editat per l'Institut d'Edicions de la Diputació de Barcelona, recull més de sis-centes entrades acompanyades de vint-i-sis il·lustracions.[38]

### 2002
- 17 de novembre: En la XXIV Diada dels Minyons de Terrassa, celebrada a la Plaça Vella de Terrassa, els Minyons de Terrassa descarreguen per segona vegada a la història el 3 de 10 amb folre i manilles, un castell que fins a l'actualitat no s'ha aconseguit descarregar un altre cop. Durant aquesta actuació, també carreguen, al segon intent, el 4 de 9 amb folre i l'agulla, i descarreguen el 2 de 8 amb folre i el pilar de 7 amb folre.[39]

### 2003
- 6 de març: La Colla Jove Xiquets de Tarragona presenta el portal Webcasteller, una pàgina web d'informació castellera. L'acte d'inauguració del web se celebra a l'Auditori de la Caixa Tarragona, a Tarragona.[40]

### 2004
- Surt la primera publicació de la revista Castells, editada per Utopia Global i realitzada per Hydra Media.[41]

### 2005
- 12 de juny: S'emet per primera vegada al Canal 33 el programa casteller Quarts de nou.[42]
- 30 d'agost: En la diada de Sant Fèlix, celebrada a la Plaça de la Vila de Vilafranca del Penedès, els Castellers de Vilafranca fan la millor actuació feta mai per qualsevol colla castellera fins a l'actualitat, assolint quatre castells de gamma extra.[43] Per ordre de rondes, descarreguen el seu dissetè 4 de 9 amb folre i l'agulla, carreguen el primer 2 de 9 sense manilles, un castell inèdit en tota la història dels castells, carreguen el cinquè 3 de 10 amb folre i manilles i carreguen el pilar de 8.[3]

### 2008
- 16 de novembre: En la XXX Diada dels Minyons de Terrassa, celebrada al Raval de Montserrat de Terrassa, s'assoleixen tres castells inèdits. Els Minyons de Terrassa carreguen per primera vegada en la història dels castells el 3 de 9 amb folre i l'agulla i descarreguen el primer vano de 6 complet, a més, els Castellers de Sants descarreguen, al primer intent, el primer 2 de 7 aixecat per sota de l'era moderna dels castells,[12] l'últim dels quals que es documenta és fet per la Colla Vella dels Xiquets de Valls el 1877.[11]

### 2009
- 8 de maig: Els Arreplegats de la Zona Universitària descarreguen en la seva Diada de Primavera, i al primer intent, el 4 de 8, l'únic castell de vuit pisos fet mai fins a l'actualitat per una colla castellera universitària. A més, en la mateixa actuació descarreguen el primer 3 de 7 aixecat per sota universitari, també al primer intent, el 5 de 7 i dos pilars de 5 simultanis.[4][44]
- 25 de març: Es funda la Colla Castellera La Global de Salou.[45] L'acte de constitució de l'entitat, que compta amb l'assistència de l'alcalde del municipi Antonio Banyeres, té lloc a la Sala Europa del Teatre Auditori de Salou.[46]
- 12 de juliol: En la diada de la Festa Major de Súria, els Margeners de Guissona descarreguen el 7 de 7 per primera vegada, un castell inèdit en la història dels castells.[47]
- 3 d'octubre: En la diada del Mercadal de Reus, els Castellers de Vilafranca descarreguen, al primer intent, el primer 5 de 8 amb l'agulla, un castell inèdit en tota la història dels castells.[11]

### 2010
- 18 de juliol: Té lloc a Valls un acte d'homenatge a Josep Batet i Llobera, conegut per ser un dels fundadors i primer cap de colla de la colla o Partit de Menestrals, actual Colla Joves Xiquets de Valls, a més de ser considerat el primer cap de colla de la història dels castells. En aquest acte s'inaugura una placa commemorativa a la façana de la casa de Batet, situada a la muralla del castell.[n. 13] L'acte fou presidit pel llavors Vicepresident del Govern de Catalunya Josep-Lluís Carod-Rovira, i comptà amb la participació de la cap de colla de la Colla Joves Xiquets de Valls, Helena Llagostera, el president de la colla, Josep Maria Cortés, i l'alcalde de Valls, Albert Batet, així com altres autoritats del govern.[48]
- 15 d'agost: En la diada de la Festa Major de La Bisbal del Penedès, els Castellers de Vilafranca descarreguen el segon 5 de 8 amb l'agulla de la història.[11][49]
- 1 de novembre: Durant la diada de Tots Sants, celebrada a la Plaça de la Vila de Vilafranca del Penedès, els Castellers de Vilafranca fan la segona millor actuació de la història feta mai per qualsevol colla castellera fins a l'actualitat, assolint quatre castells de gamma extra. Per ordre de rondes, descarreguen el 4 de 9 amb folre i l'agulla, el primer 2 de 8 sense folre de la història, el segon 3 de 9 amb folre i l'agulla i el Pilar de 8 amb folre i manilles.[43] A més, en la tercera ronda els Capgrossos de Mataró descarreguen per primera vegada el 2 de 9 amb folre i manilles, i esdevenen així la cinquena colla de gamma extra que el descarrega.[5]
- 16 de novembre: Els castells són declarats Patrimoni Cultural Immaterial de la Humanitat per un comitè de la UNESCO reunit a Nairobi (Kenya).[50][51]
- 21 de novembre: En la XXXII Diada dels Minyons de Terrassa, celebrada el 21 de novembre del 2010 al Raval de Montserrat de Terrassa, els minyons carreguen el 3 de 10 amb folre i manilles per tercera vegada a la història de la colla.[6]

### 2011
- 15 de maig: En la diada de Fires de Maig, celebrada a la Plaça de la Vila de Vilafranca del Penedès,[52] els Castellers de Vilafranca descarreguen, al primer intent, el primer 7 de 8 de la història, el qual fou realitzat amb un sol enxaneta.[53][54]
- 31 d'agost: En la diada de Sant Ramon, celebrada a la Plaça de la Vila de Vilafranca del Penedès, i l'endemà d'haver intentat sense èxit el 2 de 9 sense manilles en la diada de Sant Fèlix, els Castellers de Vilafranca descarreguen el 2 de 8 sense folre per segona vegada a la història. A més, també descarreguen el 3 de 9 amb folre, el 4 de 9 amb folre i l'agulla i el pilar de 8.[55] Fins llavors es tracta de la millor actuació de la temporada, la qual només és superada per ells mateixos en l'actuació de la diada de Tots Sants del 2011.[43]
- 11 de setembre: En la diada de la Festa Major de Guissona, els Margeners de Guissona descarreguen el primer 4 de 8 i primer castell de vuit pisos de la seva història i esdevenen la tercera colla que carrega i descarrega aquest castell al primer intent, després dels Arreplegats de la Zona Universitària (9 de maig del 2009) i els Moixiganguers d'Igualada (22 d'agost de 2010).[56]
- 18 de setembre: En la diada de Santa Tecla, celebrada a la Plaça de la Font de Tarragona, els Castellers de Vilafranca descarreguen el 2 de 8 sense folre per tercera vegada a la història i per segon cop en la mateixa temporada.[57]
- 23 de setembre: En la diada de Santa Tecla, celebrada a la plaça de la Font de Tarragona, la Colla Jove Xiquets de Tarragona carrega per primera vegada el 5 de 9 amb folre. Es tracta de la primera construcció de gamma extra de la història d'aquesta colla i la sisena colla en assolir un castell de gamma extra.[58][59]
- 2 d'octubre: Se celebra el VIII Concurs de castells Vila de Torredembarra a la plaça del Castell de Torredembarra. Compta amb la participació de 13 colles i s'hi realitzen 40 intents de castells, dels quals se'n descarreguen 36. La victòria és pels Castellers d'Esplugues, que hi carreguen el 2 de 7 com a castell més valorat del certamen.[60]
- 30 d'octubre: Els Castellers de Solsona, un any després de la seva fundació, descarreguen el seu primer 4 de 7 i primer castell de set pisos en la I Diada dels Castellers de Solsona, a la Plaça de l'Ajuntament de Solsona.[61][62]
- 1 de novembre: En la diada de Tots Sants, celebrada a la Plaça de la Vila de Vilafranca del Penedès, els Castellers de Vilafranca fan la cinquena millor actuació de la història dels castells i millor actuació de la temporada, assolint tres castells de gamma extra.[43] Per segona vegada carreguen el 2 de 9 sense manilles, un castell que fins llavors només l'havien aconseguit carregar ells mateixos una vegada en la diada de Sant Fèlix del 2005, carreguen, després d'un intent previ, el seu setè 3 de 10 amb folre i manilles i descarreguen el desè 5 de 9 amb folre de la colla.[63]
- 13 de novembre: En la 40a Diada dels Bordegassos de Vilanova a Vilanova i la Geltrú, la Colla Jove Xiquets de Vilafranca descarrega el primer 7 de 6 amb dues agulles de la història, el primer castell amb dues agulles simultànies.[64][65]
- 16 de novembre: Com a homenatge del primer aniversari de la inscripció dels castells a la Llista Representativa del Patrimoni Cultural de la Humanitat de la UNESCO, s'inaugura una exposició fotogràfica anomenada "Castells i castellers. Patrimoni Immaterial de la Humanitat", que s'exhibeix al Jardí del Palau Robert, a Barcelona, del 17 de novembre al 26 de febrer del 2012,[66] la qual rep més de 35.000 visitants.[67][n. 14]

### 2012
- 6 i 7 d'octubre: Té lloc a la Tarraco Arena Plaça de Tarragona el XXIV Concurs de castells de Tarragona.